# Fiat Fastback
Fiat Fastback — субкомпактный кроссовер, выпускаемый с октября 2022 года итальянской компанией Fiat.

## Описание
Fiat Fastback является купеобразным вариантом Fiat Pulse и выпускается на той же платформе MLA. В Бразилии автомобиль позиционируется ниже Fiat 500e. Впервые модель была представлена в августе 2022 года. Fastback оснащён бензиновыми двигателями объёмом 1,0—1,3 л.
- Вид сзади
- Интерьер

## Двигатели
| Код двигателя | Количество цилиндров, клапанов | Объём Диаметр цилиндра x Ход поршня | Комплектации             | Мощность                                                                                   | Крутящий момент                             |
| ------------- | ------------------------------ | ----------------------------------- | ------------------------ | ------------------------------------------------------------------------------------------ | ------------------------------------------- |
| T200          | 3, 12 Turbo, Multiair III      | 999 см3 70 мм x 86,5 мм             | T200, Audace, Impetus    | 96 кВт (128 л. с.) при 5750 об/мин на E100 92 кВт (123 л. с.) при 5750 об/мин на бензине   | 200 Н⋅м при 1750 об/мин на E100 или бензине |
| T270          | 4, 16 Turbo, Multiair III      | 1332 см3 70 мм x 86,5 мм            | Limited Edition (Abarth) | 136 кВт (182 л. с.) при 5750 об/мин на E100 134 кВт (180 л. с.) при 5750 об/мин на бензине | 270 Н⋅м при 1750 об/мин на E100 или бензине |

## Продажи
| Год  | Бразилия |
| ---- | -------- |
| 2022 | 9,892    |